# Grafschaft Buren

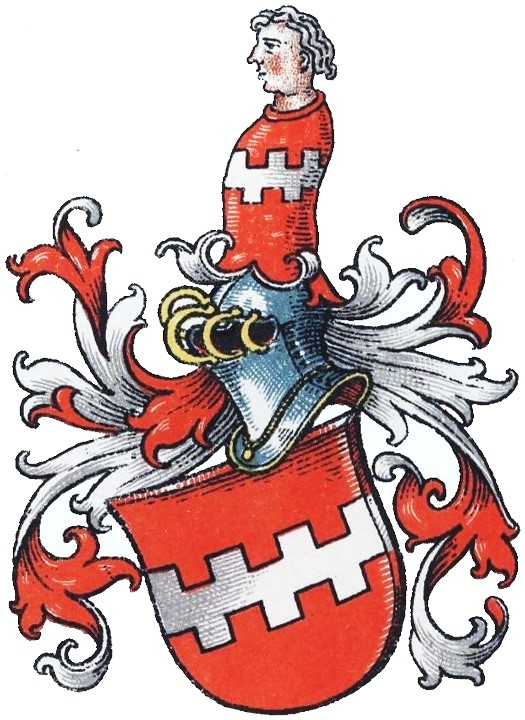
Wappen derer von Buren

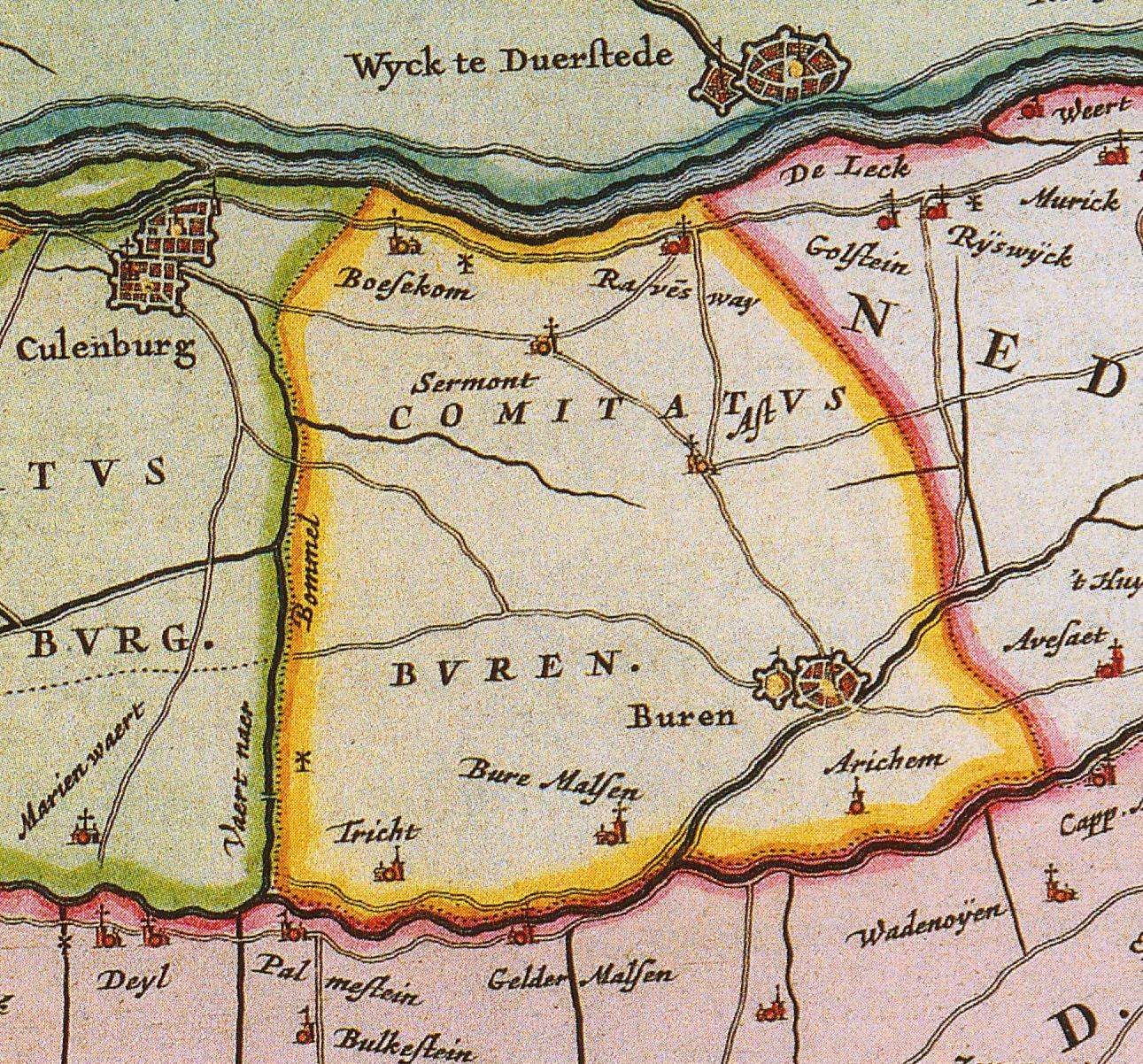
Karte der Grafschaft Buren

Die Grafschaft Buren (ausgesprochen: Büren) in der heutigen niederländischen Provinz Gelderland war bis zur Gründung der Batavischen Republik im Jahr 1795 eine selbstständige Grafschaft, die formell nicht den Vereinigten Provinzen der Niederlande angehörte, aber dennoch in deren Abhängigkeit stand.

## Chronik

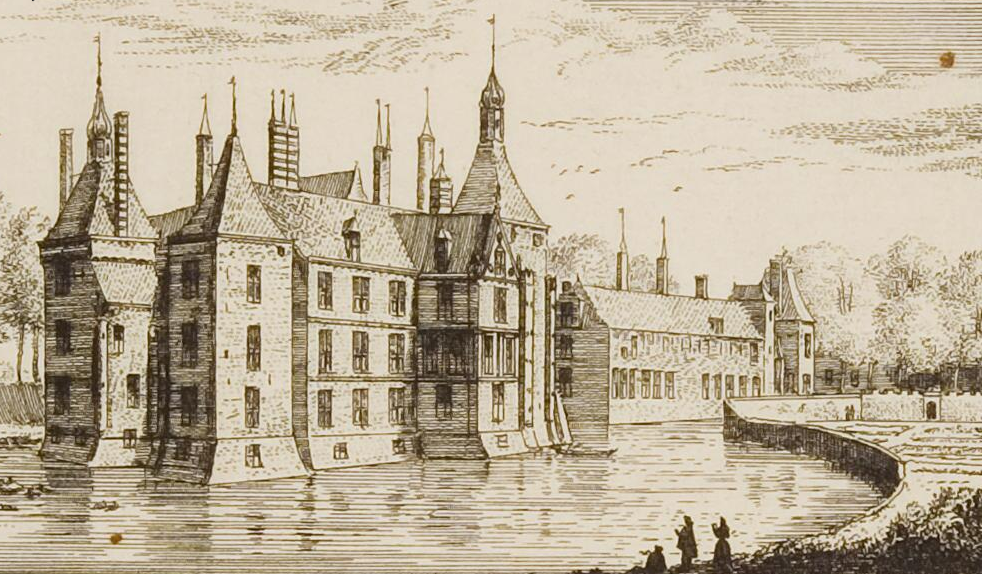
Das Kasteel in Buren 1612

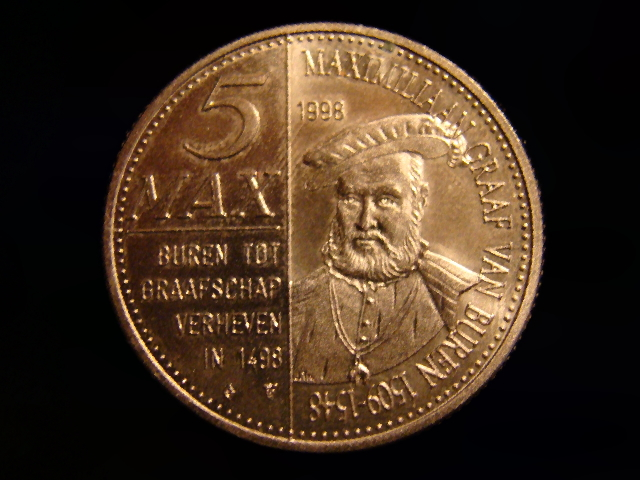
Gedächtnismünze zur Grafschaftserhebung

Die Herrlichkeit Buren ist im Jahr 994 durch Absplitterung aus der Grafschaft Teisterbant entstanden und stand von da an im Besitz der Herren van Buren. Deren Wappen wurde zum Wappen der Herrlichkeit und des Hauptortes Buren. Ursprünglich bestand die Hohe Herrlichkeit aus der Festungsstadt Buren, zu welcher durch Vererbung auch die Orte Beusichem, Zoelmond, Buurmalsen und Tricht hinzukamen. Im Jahre 1472 wurde die Familie Van Buren von den Gelderischen Herzögen aus dem Haus Egmond entmachtet und 1498 erhob König Maximilian I. die Herrlichkeit Buren zur Grafschaft. Später wollte Kaiser Karl V. Buren zum Herzogtum erheben, was aber Graf Maximilian von Egmond mit folgenden Worten abgelehnt hatte: „Liever een rijke graaf, dan een arme hertog.“
Im Jahre 1551 ist Buren samt der Grafschaft Leerdam über Anna von Egmond-Buren in die Hände des Hauses Oranien-Nassau gelangt. Im Jahre 1795, bei der Ausrufung der Batavischen Republik, wurden alle Herrlichen Rechte aufgehoben und Buren verlor seine Selbstständigkeit sowie den Status als Grafschaft. Das jeweilige Oberhaupt des Hauses Oranien-Nassau führt seither unter vielen anderen den Titel graaf van Buren, heute der König der Niederlande, Willem-Alexander.

## Grafen von Buren

### HausEgmond
- 1492 (1498)-1521: Frederik von Egmond
- 1521–1539: Floris von Egmond
- 1539–1548: Maximilian von Egmond
- 1548–1558: Anna von Egmond-Buren, Ehefrau des Wilhelm I.  von Oranien-Nassau

### HausOranien-Nassau
- 1551–1584: Wilhelm I.  von Oranien-Nassau
- 1584–1618: Philipp Wilhelm von Oranien-Nassau
- 1618–1625: Moritz von Oranien-Nassau
- 1625–1647: Friedrich Heinrich von Oranien-Nassau
- 1647–1650: Wilhelm II. von Oranien-Nassau
- 1650–1702: Wilhelm III. von Oranien-Nassau
- 1702–1711: Johann Wilhelm Friso von Oranien-Nassau-Dietz
- 1711–1751: Wilhelm IV. von Oranien-Nassau-Dietz
- 1751–1795: Wilhelm V. von Oranien-Nassau-Dietz